# Madeon
Pour les articles homonymes, voir Leclercq.
Madeon (né le 30 mai 1994 à Nantes, en Loire-Atlantique) est un disc jockey et producteur de musique électronique français.

## Biographie
Hugo Leclercq débute la musique à l'âge de onze ans. Sous le pseudonyme de « DJ Deamon » puis « Deamon », il compose essentiellement dans un style appelé hands up ou bien encore hard trance. Il arrête cependant de produire sous pseudonyme en septembre 2010 afin de se recentrer sur son propre style[réf. nécessaire] et utilise depuis lors le pseudonyme de « Madeon », anagramme de « Deamon ». Il se fait connaître sur le site SoundCloud ainsi que sur YouTube avec le remix « Meuporg ». À l'automne de l'année 2010, il remporte le concours de remixes du titre The Island du groupe australien de drum and bass Pendulum.

### Débuts
Après avoir été élève au lycée de Bretagne à Nantes il s'oriente dans le cursus qui le passionne : la musique. En 2011, il signe un remix du titre Que veux-tu ? pour le groupe Yelle , puis travaille sur la chanson Raise Your Weapon du producteur canadien deadmau5. Durant l'été il publie sur YouTube une vidéo live de son mashup Pop Culture, dans laquelle il mêle 39 morceaux connus pour former un titre de trois minutes. Il se produit à Paris, Londres, New York, Toronto et en Australie et à la 17e édition de la I Love Techno à Gand[source secondaire souhaitée].
Son premier single, Icarus, est disponible le 24 février 2012 via son propre label, Popcultur. Le morceau entre à la 22e place du UK Singles Chart. En 2012 il participe au Festival Panoramas à Morlaix, au Coachella Festival en (Californie), au Festival Balélec à Lausanne, au festival Marsatac à Marseille, au festival Creamfields à Daresbury en Angleterre, le Free Music Festival[source secondaire souhaitée] , en première partie de Swedish House Mafia à Milton Keynes (Angleterre) et aux Rencontres trans musicales de Rennes[source secondaire souhaitée]. En 2012 Madeon se classe 54e au classement de popularité du magazine DJ Mag.
Ses titres Icarus, Finale et The City font partie des bandes originales des jeux Forza Horizon pour Icarus, FIFA 13 et Play-Station All-Stars Battle Royale pour Finale et Need for Speed: Most Wanted pour The City. En 2013, Madeon commence à produire des chansons pour des artistes internationaux comme Ellie Goulding sur le titre Stay Awake tiré de son album Halcyon ainsi que pour Lady Gaga pour son album Artpop. Il joue en première partie des dates américaines de cette dernière. Le 2 août 2013, il sort le single Technicolor. Madeon annonce le 16 août avoir produit un titre nommé Changing of the Seasons pour le groupe Two Door Cinema Club, qui sort le 30 septembre. Lors de l’édition 2013 du DJ Mag Top 100, Madeon perd cinq places, et se classe 59e.

### Albums et Grammy Awards
Le 25 février 2014, Madeon sort un titre gratuit intitulé Cut The Kid. Le 8 décembre 2014, lors de la sortie de son nouveau single You're On (featuring Kyan), il annonce le nom de son premier album : Adventure, qui sort le 30 mars 2015. En parallèle, il lance une tournée mondiale nommé Adventure Tour. Il se produit notamment à Coachella en avril pour le lancement de la saison des festivals. Le 1er juin 2015, Madeon participe à la soirée de lancement, à Londres, du MOBA Heroes of the Storm, développé par Blizzard Entertainment. Entre 2016 et 2017, il effectue une tournée intitulée Shelter Live Tour avec son ami Porter Robinson. Ils produisent le morceau Shelter en collaboration.
Le 30 mai 2019, Madeon sort All My Friends un premier single de son nouvel album Good Faith. Le 10 juillet 2019, sort le second single Dream Dream Dream, suivi le 16 octobre 2019 par Be Fine, dernier single avant la sortie de Good Faith le 15 novembre 2019.
En 2021, Good Faith est nommé aux Grammy Award dans la catégorie meilleur album dance/ electro.

## Discographie

### Albums studio
- 2015 : Adventure
- 2019 : Good Faith

### Singles
| Titre                                   | Année | Meilleure position | Meilleure position | Meilleure position | Meilleure position | Meilleure position | Album       |
| Titre                                   | Année | FRA                | R-U                | ÉCO                | É-U (Dance)        | HON                | Album       |
| --------------------------------------- | ----- | ------------------ | ------------------ | ------------------ | ------------------ | ------------------ | ----------- |
| For You                                 | 2010  | —                  | —                  | —                  | —                  | —                  |             |
| Shuriken                                | 2010  | —                  | —                  | —                  | —                  | —                  |             |
| Icarus                                  | 2012  | —                  | 22                 | 23                 | —                  | —                  | The City EP |
| Finale (avec Nicholas Petricca)         | 2012  | 197                | 35                 | 28                 | 40                 | —                  | The City EP |
| The City (avec Zak Waters et Cass Lowe) | 2012  | 183                | 74                 | 60                 | 32                 | 13                 | The City EP |
| Technicolor                             | 2013  | —                  | —                  | —                  | —                  | —                  |             |
| Cut The Kid                             | 2014  | —                  | —                  | —                  | —                  | —                  |             |
| Imperium                                | 2014  | —                  | —                  | —                  | —                  | —                  | Adventure   |
| You're On (feat. Kyan)                  | 2014  | 36                 | 31                 | —                  | 25                 | —                  | Adventure   |
| Pay No Mind (feat. Passion Pit)         | 2015  | —                  | —                  | —                  | 29                 | —                  | Adventure   |
| Home                                    | 2015  | —                  | —                  | —                  | 42                 | —                  | Adventure   |
| Nonsense (feat. Mark Foster (en))       | 2015  | —                  | —                  | —                  | 35                 | —                  | Adventure   |
| Shelter (avec Porter Robinson)          | 2016  | 126                | —                  | —                  | 16                 | —                  |             |
| All My Friends                          | 2019  | —                  | —                  | —                  | 16                 | —                  | Good Faith  |
| Dream Dream Dream                       | 2019  | —                  | —                  | —                  | 37                 | —                  | Good Faith  |
| Be Fine                                 | 2019  | —                  | —                  | —                  | 30                 | —                  | Good Faith  |
| No Fear No More (avec Earthgang)        | 2020  | —                  | —                  | —                  | 32                 | —                  |             |
| Miracle                                 | 2020  | —                  | —                  | —                  | 38                 | —                  |             |
| The Prince                              | 2020  | —                  | —                  | —                  | —                  | —                  |             |
| Love You Back                           | 2022  | —                  | —                  | —                  | 35                 | —                  |             |
| Gonna Be Good                           | 2022  | —                  | —                  | —                  | —                  | —                  |             |

### Chansons inédites
- 2009 : Gold
- 2012 : Monarch
- 2012 : Ubelkeit
- 2012 : Komon
- 2015 : Albatros
- 2016 : Together

### Remixes
- 2010 : Alphabeat - DJ (Madeon Remix)
- 2010 : The Killers - Smile Like You Mean It (Madeon Remix)
- 2010 : David Latour feat. KST Worldclass - Friday Night (Madeon Remix)
- 2010 : Pendulum - The Island (Madeon Remix)
- 2011 : Yelle - Que Veux-Tu (Madeon Remix)
- 2011 : Alphabeat - DJ (Madeon Remix)
- 2011 : Deadmau5 - Raise Your Weapon (Madeon Remix)
- 2012 : Martin Solveig - The Night Out (Madeon Remix)
- 2012 : Blur - Song 2 (Madeon Remix)
- 2013 : Muse - Panic Station (Madeon Single Mix)
- 2017 : Porter Robinson & Madeon - Shelter (Madeon's Evil Edit)

### Productions
- 2011 : Glenn Morrison feat. Christian Burns - Tokyo Cries (Glenn's Discoteque Remix)
- 2011 : E-Spectro & Tox - You Call It Magic (Glenn Morrison Recreation Mix)
- 2012 : Picture Book - Sunshine
- 2012 : Ellie Goulding - Stay Awake
- 2013 : Two Door Cinema Club -  Changing of The Seasons
- 2013 : Lady Gaga - Venus, Mary Jane Holland et Gypsy sur l'album Artpop
- 2014 : Galantis - You sur l’album Pharmacy
- 2014 : Coldplay - Always in my head et O sur l'album Ghost Stories
- 2020 : Lady Gaga - 911 et Plastic Doll sur l'album Chromatica
- 2021 : Keshi - Beside You

### Sous DJ Deamon

#### Singles
- 2008 : Still Loving You (avec Level 4)
- 2010 : Roll The Drums!

#### Remixes
- 2007 : Infinity - Let Me Go 2007 (DJ Deamon Remix)
- 2008 : Fantasy Project - Stay (DJ Deamon Remix)
- 2008 : Sun Kidz feat. Destiny - Wake Up (DJ Deamon Remix)
- 2008 : Sun Kidz feat. Sandra - Summer Is Calling (DJ Deamon Remix)
- 2008 : Dee Cee - Walking In The Sky (Deamon Remix)
- 2008 : Level 4 - Still Loving You (DJ Deamon Remix)
- 2009 : Master Blaster - Everywhere (DJ Deamon vs. Mizzleman Remix)
- 2010 : CJ MKH - Magic Melody (Deamon Mix House)
- 2010 : 2 Raverz - With The Crowd (Deamon Remix)
- 2010 : D.M.T. - Come Around (DJ Deamon Remix)

### Sous Earpark
- 2010 : Hexapolis

### Sous D.M.T. (avec CJ MKH et DJ THT)
- 2010 : Come Around

### Sous Wayne Mont
- 2010 : DJ Auzern - Vive La Vida (Wayne Mont Remix)
- 2012 : Ekowraith vs. Sample Rippers - Back In The Game (Wayne Mont & Eko Remix)

## Top 100DJ Mag
- 2012 : #54 (entrée)
- 2013 : #59 (-4)[27]
- 2014 : #83 (-24)[28]
- 2015 : Non-classé (Sortie)
- 2016 : Non-classé #144[29]
- 2017 : Non-classé #105 (+39)[30]
- 2018 : Non-classé
- 2019 : Non-classé